# (73118) 2002 GV53
(73118) 2002 GV53 – planetoida z pasa głównego asteroid okrążająca Słońce w ciągu 3,24 lat w średniej odległości 2,19 j.a. Odkryta 5 kwietnia 2002 roku.